# Michael Lovell
Michael R. Lovell (20 de marzo de 1967 - 9 de junio de 2024) fue un ingeniero y administrador académico estadounidense, quien se desempeñó como Presidente de la Universidad Marquette. Lovell ocupó el cargo desde 2014 hasta su fallecimiento en 2024. Fue el primer presidente laico de la Universidad Marquette, no perteneciente al clero católico.

## Educación
Lovell obtuvo su Licenciatura en Ciencias, Maestría en Ciencias y Doctorado en Ingeniería Mecánica de la Universidad de Pittsburgh.

## Carrera
Lovell fue el octavo canciller de la Universidad de Wisconsin-Milwaukee, nombrado para ese cargo por la Junta de Regentes del Sistema UW en abril de 2011. Llegó a la Universidad de Wisconsin-Milwaukee como decano de la escuela de ingeniería en 2008 y se desempeñó como canciller interino tras la partida del anterior canciller Carlos E. Santiago en 2010. Anteriormente, fue profesor y decano asociado de Investigación en la Escuela de Ingeniería Swanson de la Universidad de Pittsburgh.
Lovell publicó más de 100 artículos en revistas de ingeniería, escribió una docena de capítulos de libros y coescribió un libro titulado Tribology for Scientists and Engineers. Como investigador, Lovell fue investigador principal o co-investigador en casi $30 millones en subvenciones de investigación externas de fundaciones, empresas y agencias gubernamentales como la Fundación Nacional de Ciencia, el Departamento de Energía de los Estados Unidos, el Departamento de Defensa de los Estados Unidos y el Departamento de Educación de los Estados Unidos. Su investigación llevó a varios avances tecnológicos y poseía siete patentes y 14 patentes provisionales. En 2013, Lovell fue formalmente incluido en la Academia Nacional de Inventores.
El 6 de julio de 2014, se anunció que Lovell había sido nombrado presidente de la Universidad Marquette. A diferencia de los presidentes anteriores de la Universidad Marquette, que fueron clérigos católicos, Lovell fue un presidente laico; la universidad misma está gobernada por la Iglesia católica a través de la Compañía de Jesús. Lovell fue inaugurado el 19 de septiembre de 2014.

## Fallecimiento
El 9 de junio de 2024, Lovell falleció de sarcoma mientras realizaba una peregrinación en Roma, Italia. Tenía 57 años.

## Premios
- Premio NSF CAREER, Diseño, Manufactura e Innovación Industrial, 1997
- Publicación Internacional Sobresaliente sobre Rodamientos, FAG – Alemania, 1997
- Premio al Ingeniero Joven Sobresaliente SME, 1999
- Premio ASME Burt L. Newkirk en Tribología, 2005
- Premio Olympus al Innovador Académico Emergente, 2006
- Miembro, Sociedad Estadounidense de Ingenieros Mecánicos, 2008
- Beca de Facultad W. K. Whiteford, 2000 – 2008
- Profesor Distinguido del Estado de Wisconsin, 2010–presente
- Miembro de la Academia Nacional de Inventores, 2013[10]